# Maksymilian Zand
Maksymilian Zand (ps. „George”, „Żorż”, ur. 1876, zm. 24 kwietnia 1932 w Warszawie) – polski przemysłowiec, działacz socjalistyczny.
W czerwcu 1895 ukończył Szkołę Handlową im. Leopolda Kronenberga w Warszawie. Od 1895 brał udział w pracach czytelni Warszawskiego Towarzystwa Dobroczynności i był kierownikiem jednej z filii. Od 1898–1899 zbliżył się do ruchu etyków w Polskiej Partii Socjalistycznej, należąc do głównych organizatorów obok Edwarda Abramowskiego, Zofii Bassakówny, Stanisława Berenta, Konstantego Krzeczkowskiego i Władysława Michalskiego. Był jednym z założycieli Towarzystwa Uniwersytetu Robotniczego. Potem wstąpił do PPS Lewicy. Należał do komisji organizacyjnej związków zawodowych. Przez ponad 20 lat był dyrektorem Zakładów Przemysłowych Kriegel i Würfel, a od 1921 dyrektorem handlowym Tomaszowskiej Fabryki Sztucznego Jedwabiu. Żonaty z lekarką Natalią Zylberlast (1883–1942).
Zmarł w wieku 56 lat, został pochowany na cmentarzu żydowskim przy Okopowej.